# Дэва (провинция)
Дэва (яп. 出羽国 Дэва но куни) — историческая область Японии, соответствующая сегодняшним префектурам Ямагата и Акита, кроме городов Кадзуно и Косака.

Карта исторических областей Японии — выделена область Дэва

В 708 году Дэва была отделена от Этиго и начала постепенно расширяться на север по мере того, как японцы вытесняли коренное население северного Хонсю. Во времена Сэнгоку южные районы вокруг замка Ямагаты управлялись кланом Могами, а северные — кланом Акита. Оба эти клана сражались на стороне Токугава Иэясу в битве при Сэкигахаре.
Во времена Мэйдзи Дэва была разделена на две области — Удзэн и Уго, которые впоследствии были преобразованы в префектуры.